# Jaime Hamilton, 1.º Conde de Abercorn
Jaime Hamilton, 1.º Conde de Abercorn PC (12 de agosto de 1575 — 23 de março de 1618) foi um diplomata escocês no reinado de Jaime VI da Escócia e I da Inglaterra e um financiador da colonização de Úlster, Irlanda.

## Nascimento e origens
Jaime nasceu em 12 de agosto de 1575, provavelmente em Paisley, Escócia, o primogênito de Cláudio Hamilton e de sua esposa Margarida Seton. Seu pai foi o 1.º Lorde Paisley. Seu avô paterno era Jaime Hamilton, Duque de Châtellerault. A mãe de Jaime era filha de Jorge Seton, 7.º Lorde Seton. Ambos os pais eram escoceses. Eles se casaram em 1574.
| Jaime Hamilton com esposa, pais e outros parentes selecionados. |

|                            |                            | Jaime 2.º Conde c. 1516 – 1575 Châtellerault | Jaime 2.º Conde c. 1516 – 1575 Châtellerault | Jaime 2.º Conde c. 1516 – 1575 Châtellerault | Jaime 2.º Conde c. 1516 – 1575 Châtellerault | Jaime 2.º Conde c. 1516 – 1575 Châtellerault | Jaime 2.º Conde c. 1516 – 1575 Châtellerault |                                              |                                              | Margarida Douglas                            | Margarida Douglas                            | Margarida Douglas                            | Margarida Douglas                            | Margarida Douglas                        | Margarida Douglas                        |                                                |                                                |                                                |                                                |                                                |                                                |                                              |                                              | Jorge Lorde Seton 1531–1586 | Jorge Lorde Seton 1531–1586 | Jorge Lorde Seton 1531–1586                 | Jorge Lorde Seton 1531–1586                 | Jorge Lorde Seton 1531–1586                 | Jorge Lorde Seton 1531–1586                 |                                             |                                             |  |  |  |  |  |  |  |  |  |  |  |  |  |  |  |  |  |  |  |  |  |  |
|                            |                            | Jaime 2.º Conde c. 1516 – 1575 Châtellerault | Jaime 2.º Conde c. 1516 – 1575 Châtellerault | Jaime 2.º Conde c. 1516 – 1575 Châtellerault | Jaime 2.º Conde c. 1516 – 1575 Châtellerault | Jaime 2.º Conde c. 1516 – 1575 Châtellerault | Jaime 2.º Conde c. 1516 – 1575 Châtellerault |                                              |                                              | Margarida Douglas                            | Margarida Douglas                            | Margarida Douglas                            | Margarida Douglas                            | Margarida Douglas                        | Margarida Douglas                        |                                                |                                                |                                                |                                                |                                                |                                                |                                              |                                              | Jorge Lorde Seton 1531–1586 | Jorge Lorde Seton 1531–1586 | Jorge Lorde Seton 1531–1586                 | Jorge Lorde Seton 1531–1586                 | Jorge Lorde Seton 1531–1586                 | Jorge Lorde Seton 1531–1586                 |                                             |                                             |  |  |  |  |  |  |  |  |  |  |  |  |  |  |  |  |  |  |  |  |  |  |
|                            |                            |                                              |                                              |                                              |                                              |                                              |                                              |                                              |                                              |                                              |                                              |                                              |                                              |                                          |                                          |                                                |                                                |                                                |                                                |                                                |                                                |                                              |                                              |                             |                             |                                             |                                             |                                             |                                             |                                             |                                             |  |  |  |  |  |  |  |  |  |  |  |  |  |  |  |  |  |  |  |  |  |  |
|                            |                            |                                              |                                              |                                              |                                              |                                              |                                              |                                              |                                              |                                              |                                              |                                              |                                              |                                          |                                          |                                                |                                                |                                                |                                                |                                                |                                                |                                              |                                              |                             |                             |                                             |                                             |                                             |                                             |                                             |                                             |  |  |  |  |  |  |  |  |  |  |  |  |  |  |  |  |  |  |  |  |  |  |
| Jaime 3.º Conde 1537–1609  | Jaime 3.º Conde 1537–1609  | Jaime 3.º Conde 1537–1609                    | Jaime 3.º Conde 1537–1609                    | Jaime 3.º Conde 1537–1609                    | Jaime 3.º Conde 1537–1609                    |                                              |                                              | João 1.º Marquês Hamilton 1540–1604          | João 1.º Marquês Hamilton 1540–1604          | João 1.º Marquês Hamilton 1540–1604          | João 1.º Marquês Hamilton 1540–1604          | João 1.º Marquês Hamilton 1540–1604          | João 1.º Marquês Hamilton 1540–1604          |                                          |                                          | Cláudio 1.º Lorde Paisley 1546–1621            | Cláudio 1.º Lorde Paisley 1546–1621            | Cláudio 1.º Lorde Paisley 1546–1621            | Cláudio 1.º Lorde Paisley 1546–1621            | Cláudio 1.º Lorde Paisley 1546–1621            | Cláudio 1.º Lorde Paisley 1546–1621            |                                              |                                              | Margarida Seton d. 1616     | Margarida Seton d. 1616     | Margarida Seton d. 1616                     | Margarida Seton d. 1616                     | Margarida Seton d. 1616                     | Margarida Seton d. 1616                     |                                             |                                             |  |  |  |  |  |  |  |  |  |  |  |  |  |  |  |  |  |  |  |  |  |  |
| Jaime 3.º Conde 1537–1609  | Jaime 3.º Conde 1537–1609  | Jaime 3.º Conde 1537–1609                    | Jaime 3.º Conde 1537–1609                    | Jaime 3.º Conde 1537–1609                    | Jaime 3.º Conde 1537–1609                    |                                              |                                              | João 1.º Marquês Hamilton 1540–1604          | João 1.º Marquês Hamilton 1540–1604          | João 1.º Marquês Hamilton 1540–1604          | João 1.º Marquês Hamilton 1540–1604          | João 1.º Marquês Hamilton 1540–1604          | João 1.º Marquês Hamilton 1540–1604          |                                          |                                          | Cláudio 1.º Lorde Paisley 1546–1621            | Cláudio 1.º Lorde Paisley 1546–1621            | Cláudio 1.º Lorde Paisley 1546–1621            | Cláudio 1.º Lorde Paisley 1546–1621            | Cláudio 1.º Lorde Paisley 1546–1621            | Cláudio 1.º Lorde Paisley 1546–1621            |                                              |                                              | Margarida Seton d. 1616     | Margarida Seton d. 1616     | Margarida Seton d. 1616                     | Margarida Seton d. 1616                     | Margarida Seton d. 1616                     | Margarida Seton d. 1616                     |                                             |                                             |  |  |  |  |  |  |  |  |  |  |  |  |  |  |  |  |  |  |  |  |  |  |
|                            |                            |                                              |                                              |                                              |                                              |                                              |                                              |                                              |                                              |                                              |                                              |                                              |                                              |                                          |                                          |                                                |                                                |                                                |                                                |                                                |                                                |                                              |                                              |                             |                             |                                             |                                             |                                             |                                             |                                             |                                             |  |  |  |  |  |  |  |  |  |  |  |  |  |  |  |  |  |  |  |  |  |  |
|                            |                            |                                              |                                              |                                              |                                              |                                              |                                              |                                              |                                              |                                              |                                              |                                              |                                              |                                          |                                          |                                                |                                                |                                                |                                                |                                                |                                                |                                              |                                              |                             |                             |                                             |                                             |                                             |                                             |                                             |                                             |  |  |  |  |  |  |  |  |  |  |  |  |  |  |  |  |  |  |  |  |  |  |
|                            |                            | Jaime 1.º Conde 1575–1618                    | Jaime 1.º Conde 1575–1618                    | Jaime 1.º Conde 1575–1618                    | Jaime 1.º Conde 1575–1618                    | Jaime 1.º Conde 1575–1618                    | Jaime 1.º Conde 1575–1618                    |                                              |                                              | Marion Boyd d. 1632 Recusant                 | Marion Boyd d. 1632 Recusant                 | Marion Boyd d. 1632 Recusant                 | Marion Boyd d. 1632 Recusant                 | Marion Boyd d. 1632 Recusant             | Marion Boyd d. 1632 Recusant             |                                                |                                                | Jorge de Greenlaw & Roscrea m. antes de 1657   | Jorge de Greenlaw & Roscrea m. antes de 1657   | Jorge de Greenlaw & Roscrea m. antes de 1657   | Jorge de Greenlaw & Roscrea m. antes de 1657   | Jorge de Greenlaw & Roscrea m. antes de 1657 | Jorge de Greenlaw & Roscrea m. antes de 1657 |                             |                             | Frederico]] 1590–1647                       | Frederico]] 1590–1647                       | Frederico]] 1590–1647                       | Frederico]] 1590–1647                       | Frederico]] 1590–1647                       | Frederico]] 1590–1647                       |  |  |  |  |  |  |  |  |  |  |  |  |  |  |  |  |  |  |  |  |  |  |
|                            |                            | Jaime 1.º Conde 1575–1618                    | Jaime 1.º Conde 1575–1618                    | Jaime 1.º Conde 1575–1618                    | Jaime 1.º Conde 1575–1618                    | Jaime 1.º Conde 1575–1618                    | Jaime 1.º Conde 1575–1618                    |                                              |                                              | Marion Boyd d. 1632 Recusant                 | Marion Boyd d. 1632 Recusant                 | Marion Boyd d. 1632 Recusant                 | Marion Boyd d. 1632 Recusant                 | Marion Boyd d. 1632 Recusant             | Marion Boyd d. 1632 Recusant             |                                                |                                                | Jorge de Greenlaw & Roscrea m. antes de 1657   | Jorge de Greenlaw & Roscrea m. antes de 1657   | Jorge de Greenlaw & Roscrea m. antes de 1657   | Jorge de Greenlaw & Roscrea m. antes de 1657   | Jorge de Greenlaw & Roscrea m. antes de 1657 | Jorge de Greenlaw & Roscrea m. antes de 1657 |                             |                             | Frederico]] 1590–1647                       | Frederico]] 1590–1647                       | Frederico]] 1590–1647                       | Frederico]] 1590–1647                       | Frederico]] 1590–1647                       | Frederico]] 1590–1647                       |  |  |  |  |  |  |  |  |  |  |  |  |  |  |  |  |  |  |  |  |  |  |
|                            |                            |                                              |                                              |                                              |                                              |                                              |                                              |                                              |                                              |                                              |                                              |                                              |                                              |                                          |                                          |                                                |                                                |                                                |                                                |                                                |                                                |                                              |                                              |                             |                             |                                             |                                             |                                             |                                             |                                             |                                             |  |  |  |  |  |  |  |  |  |  |  |  |  |  |  |  |  |  |  |  |  |  |
|                            |                            |                                              |                                              |                                              |                                              |                                              |                                              |                                              |                                              |                                              |                                              |                                              |                                              |                                          |                                          |                                                |                                                |                                                |                                                |                                                |                                                |                                              |                                              |                             |                             |                                             |                                             |                                             |                                             |                                             |                                             |  |  |  |  |  |  |  |  |  |  |  |  |  |  |  |  |  |  |  |  |  |  |
| Jaime 2.º Conde d. c. 1670 | Jaime 2.º Conde d. c. 1670 | Jaime 2.º Conde d. c. 1670                   | Jaime 2.º Conde d. c. 1670                   | Jaime 2.º Conde d. c. 1670                   | Jaime 2.º Conde d. c. 1670                   |                                              |                                              | Catarina 2.ª Baronesa Clifton c. 1590 – 1637 | Catarina 2.ª Baronesa Clifton c. 1590 – 1637 | Catarina 2.ª Baronesa Clifton c. 1590 – 1637 | Catarina 2.ª Baronesa Clifton c. 1590 – 1637 | Catarina 2.ª Baronesa Clifton c. 1590 – 1637 | Catarina 2.ª Baronesa Clifton c. 1590 – 1637 |                                          |                                          | Cláudio 2.º Barão Hamilton de Strabane m. 1638 | Cláudio 2.º Barão Hamilton de Strabane m. 1638 | Cláudio 2.º Barão Hamilton de Strabane m. 1638 | Cláudio 2.º Barão Hamilton de Strabane m. 1638 | Cláudio 2.º Barão Hamilton de Strabane m. 1638 | Cláudio 2.º Barão Hamilton de Strabane m. 1638 |                                              |                                              |                             |                             | Jorge 1.º Baronete. Donalong c. 1608 – 1679 | Jorge 1.º Baronete. Donalong c. 1608 – 1679 | Jorge 1.º Baronete. Donalong c. 1608 – 1679 | Jorge 1.º Baronete. Donalong c. 1608 – 1679 | Jorge 1.º Baronete. Donalong c. 1608 – 1679 | Jorge 1.º Baronete. Donalong c. 1608 – 1679 |  |  |  |  |  |  |  |  |  |  |  |  |  |  |  |  |  |  |  |  |  |  |
| Jaime 2.º Conde d. c. 1670 | Jaime 2.º Conde d. c. 1670 | Jaime 2.º Conde d. c. 1670                   | Jaime 2.º Conde d. c. 1670                   | Jaime 2.º Conde d. c. 1670                   | Jaime 2.º Conde d. c. 1670                   |                                              |                                              | Catarina 2.ª Baronesa Clifton c. 1590 – 1637 | Catarina 2.ª Baronesa Clifton c. 1590 – 1637 | Catarina 2.ª Baronesa Clifton c. 1590 – 1637 | Catarina 2.ª Baronesa Clifton c. 1590 – 1637 | Catarina 2.ª Baronesa Clifton c. 1590 – 1637 | Catarina 2.ª Baronesa Clifton c. 1590 – 1637 |                                          |                                          | Cláudio 2.º Barão Hamilton de Strabane m. 1638 | Cláudio 2.º Barão Hamilton de Strabane m. 1638 | Cláudio 2.º Barão Hamilton de Strabane m. 1638 | Cláudio 2.º Barão Hamilton de Strabane m. 1638 | Cláudio 2.º Barão Hamilton de Strabane m. 1638 | Cláudio 2.º Barão Hamilton de Strabane m. 1638 |                                              |                                              |                             |                             | Jorge 1.º Baronete. Donalong c. 1608 – 1679 | Jorge 1.º Baronete. Donalong c. 1608 – 1679 | Jorge 1.º Baronete. Donalong c. 1608 – 1679 | Jorge 1.º Baronete. Donalong c. 1608 – 1679 | Jorge 1.º Baronete. Donalong c. 1608 – 1679 | Jorge 1.º Baronete. Donalong c. 1608 – 1679 |  |  |  |  |  |  |  |  |  |  |  |  |  |  |  |  |  |  |  |  |  |  |
|                            |                            |                                              |                                              |                                              |                                              |                                              |                                              |                                              |                                              |                                              |                                              |                                              |                                              |                                          |                                          |                                                |                                                |                                                |                                                |                                                |                                                |                                              |                                              |                             |                             |                                             |                                             |                                             |                                             |                                             |                                             |  |  |  |  |  |  |  |  |  |  |  |  |  |  |  |  |  |  |  |  |  |  |
|                            |                            |                                              |                                              |                                              |                                              |                                              |                                              |                                              |                                              |                                              |                                              |                                              |                                              |                                          |                                          |                                                |                                                |                                                |                                                |                                                |                                                |                                              |                                              |                             |                             |                                             |                                             |                                             |                                             |                                             |                                             |  |  |  |  |  |  |  |  |  |  |  |  |  |  |  |  |  |  |  |  |  |  |
|                            |                            | Jorge 3.º Conde c. 1636 – antes de 1683      | Jorge 3.º Conde c. 1636 – antes de 1683      | Jorge 3.º Conde c. 1636 – antes de 1683      | Jorge 3.º Conde c. 1636 – antes de 1683      | Jorge 3.º Conde c. 1636 – antes de 1683      | Jorge 3.º Conde c. 1636 – antes de 1683      |                                              |                                              | Jaime 3.º Barão H. de Strabane 1633–1655     | Jaime 3.º Barão H. de Strabane 1633–1655     | Jaime 3.º Barão H. de Strabane 1633–1655     | Jaime 3.º Barão H. de Strabane 1633–1655     | Jaime 3.º Barão H. de Strabane 1633–1655 | Jaime 3.º Barão H. de Strabane 1633–1655 |                                                |                                                | Jorge 4.º Barão H. de Strabane 1636/7 – 1668   | Jorge 4.º Barão H. de Strabane 1636/7 – 1668   | Jorge 4.º Barão H. de Strabane 1636/7 – 1668   | Jorge 4.º Barão H. de Strabane 1636/7 – 1668   | Jorge 4.º Barão H. de Strabane 1636/7 – 1668 | Jorge 4.º Barão H. de Strabane 1636/7 – 1668 |                             |                             | Jaime c. 1630 – 1673 Courtier               | Jaime c. 1630 – 1673 Courtier               | Jaime c. 1630 – 1673 Courtier               | Jaime c. 1630 – 1673 Courtier               | Jaime c. 1630 – 1673 Courtier               | Jaime c. 1630 – 1673 Courtier               |  |  |  |  |  |  |  |  |  |  |  |  |  |  |  |  |  |  |  |  |  |  |
|                            |                            | Jorge 3.º Conde c. 1636 – antes de 1683      | Jorge 3.º Conde c. 1636 – antes de 1683      | Jorge 3.º Conde c. 1636 – antes de 1683      | Jorge 3.º Conde c. 1636 – antes de 1683      | Jorge 3.º Conde c. 1636 – antes de 1683      | Jorge 3.º Conde c. 1636 – antes de 1683      |                                              |                                              | Jaime 3.º Barão H. de Strabane 1633–1655     | Jaime 3.º Barão H. de Strabane 1633–1655     | Jaime 3.º Barão H. de Strabane 1633–1655     | Jaime 3.º Barão H. de Strabane 1633–1655     | Jaime 3.º Barão H. de Strabane 1633–1655 | Jaime 3.º Barão H. de Strabane 1633–1655 |                                                |                                                | Jorge 4.º Barão H. de Strabane 1636/7 – 1668   | Jorge 4.º Barão H. de Strabane 1636/7 – 1668   | Jorge 4.º Barão H. de Strabane 1636/7 – 1668   | Jorge 4.º Barão H. de Strabane 1636/7 – 1668   | Jorge 4.º Barão H. de Strabane 1636/7 – 1668 | Jorge 4.º Barão H. de Strabane 1636/7 – 1668 |                             |                             | Jaime c. 1630 – 1673 Courtier               | Jaime c. 1630 – 1673 Courtier               | Jaime c. 1630 – 1673 Courtier               | Jaime c. 1630 – 1673 Courtier               | Jaime c. 1630 – 1673 Courtier               | Jaime c. 1630 – 1673 Courtier               |  |  |  |  |  |  |  |  |  |  |  |  |  |  |  |  |  |  |  |  |  |  |
|                            |                            |                                              |                                              |                                              |                                              |                                              |                                              |                                              |                                              |                                              |                                              |                                              |                                              |                                          |                                          |                                                |                                                |                                                |                                                |                                                |                                                |                                              |                                              |                             |                             |                                             |                                             |                                             |                                             |                                             |                                             |  |  |  |  |  |  |  |  |  |  |  |  |  |  |  |  |  |  |  |  |  |  |
|                            |                            |                                              |                                              |                                              |                                              |                                              |                                              |                                              |                                              | Cláudio 4.º Conde 1659–1691                  | Cláudio 4.º Conde 1659–1691                  | Cláudio 4.º Conde 1659–1691                  | Cláudio 4.º Conde 1659–1691                  | Cláudio 4.º Conde 1659–1691              | Cláudio 4.º Conde 1659–1691              |                                                |                                                | Carlos 5.º Conde m. 1701                       | Carlos 5.º Conde m. 1701                       | Carlos 5.º Conde m. 1701                       | Carlos 5.º Conde m. 1701                       | Carlos 5.º Conde m. 1701                     | Carlos 5.º Conde m. 1701                     |                             |                             | Jaime 6.º Conde c. 1661 – 1734              | Jaime 6.º Conde c. 1661 – 1734              | Jaime 6.º Conde c. 1661 – 1734              | Jaime 6.º Conde c. 1661 – 1734              | Jaime 6.º Conde c. 1661 – 1734              | Jaime 6.º Conde c. 1661 – 1734              |  |  |  |  |  |  |  |  |  |  |  |  |  |  |  |  |  |  |  |  |  |  |

| Legenda |

| XXX | XXX | XXX | XXX | XXX | XXX | Pessoa do artigo | Pessoa do artigo | Pessoa do artigo | Pessoa do artigo | Pessoa do artigo | Pessoa do artigo |  |  | XXX | XXX | XXX | XXX | XXX | XXX | Condes de Abercorn | Condes de Abercorn | Condes de Abercorn | Condes de Abercorn | Condes de Abercorn | Condes de Abercorn |  |  | XXX | XXX | XXX | XXX | XXX | XXX | Condes de Arran | Condes de Arran | Condes de Arran | Condes de Arran | Condes de Arran | Condes de Arran |  |  | XXX | XXX | XXX | XXX | XXX | XXX | Lordes Seton | Lordes Seton | Lordes Seton | Lordes Seton | Lordes Seton | Lordes Seton |  |  |

Vários de seus irmãos morreram na infância ou na infância. Seis atingiram a idade adulta:
| Jaime listado entre seus irmãos |
| --- |
| 1. Jaime (1575–1618) 2. João, casou-se com Joana Everard, filha de Levimus Everard 3. Cláudio (morreu em 1614), de Shawfield, nomeado para o Conselho Privado da Irlanda, e cuja filha Margarida se casou com João Stewart de Methven; 4. Jorge (morreu antes de 1657) de Greenlaw e Roscrea, viveu no castelo de Derrywoone no Condado de Tyrone 5. Frederico (1590–1647), construiu a mansão Hamilton e serviu na Suécia na Guerra dos Trinta Anos 6. Margarida (morreu em 1623), casou-se com Guilherme Douglas, 1.º Marquês de Douglas |

## Juventude
Nada se sabe sobre sua juventude. Como filho mais velho, ele recebeu o título de cortesia de Mestre de Paisley após o hábito escocês.

## Casamento e filhos
Pouco antes ou em 1592, Mestre Paisley casou-se com Marion, filha de Tomás Boyd, 6.º Lorde Boyd. Marion era uma proeminente católica e em 1628 seria excomungada pelo sínodo da Igreja da Escócia em Glasgow  após sua morte.

Jaime e Marion tiveram nove filhos, cinco meninos:
1. Jaime (c. 1603 – c. 1670), foi o 2.º Conde de Abercorn[15]
2. Cláudio (morreu em 1638), estabeleceu-se na Irlanda[16]
3. Guilherme (morto em 1681), foi feito Baronete Hamilton de Westport e representou Henriqueta Maria, viúva de Carlos I, peranto o papa[17][18][19]
4. Jorge (c. 1608 – 1679), foi feito Baronete Hamilton de Donalong[20]
5. Alexandre (morreu antes de 4 de maio de 1669), fundou o ramo alemão da família[21]

—e quatro meninas:
1. Ana (1592–1620), casou-se com Hugo Sempill, 5.º Lorde Sempill em 1611[22]
2. Margarida (morreu em 1642), casou com William Cunninghame de Caprington[23]
3. Isabel (1600–1620)[24]
4. Luci (nascida antes de 1618), para quem um casamento foi arranjado com Randal MacDonnell, 1.º Marquês de Antrim, mas o casamento nunca aconteceu[25]

## Vida na Escócia
Em 1597, Mestre Paisley concorreu por Linlithgow no Parlamento da Escócia. Ele também foi feito Cavalheiro da Câmara e membro do Conselho Privado de Jaime VI da Escócia. Em 1600, o rei o nomeou xerife hereditário de Linlithgow.
Em 24 de março de 1603, Jaime VI também se tornou rei da Inglaterra como Jaime I e daí em diante reinou em ambos os reinos em união pessoal.
Em 5 de abril de 1603, Mestre Paisley foi feito Lorde Abercorn, de Linlithgowshire. Isso o tornou o primeiro de uma longa linhagem de condes, depois marqueses e, finalmente, duques de Abercorn.
Sua esposa era amiga íntima de Ana da Dinamarca. Em maio de 1603, Ana da Dinamarca veio ao Castelo de Stirling na esperança de recuperar a custódia de seu filho, o Príncipe Henrique, que estava sob os cuidados do Conde de Mar. Ana desmaiou no jantar e quando Jean Drummond e Marion Boyd, Senhora de Paisley, a carregaram para a cama teve um aborto espontâneo. O advogado Tomás Haddington escreveu um relato sobre esses eventos, e disse que a rainha disse a seu médico Martin Schöner e à Senhora de Paisley que ela havia tomado "um pouco de água de bálsamo que apressou seu aborto".
Em 1604, Lorde Abercorn, como era agora, serviu em uma comissão real estabelecida para considerar a união das coroas da Inglaterra e da Escócia. Embora o projeto tenha falhado, o rei estava satisfeito com seus serviços. Ele recebeu grandes concessões de terras na Escócia.
Em 10 de julho de 1606, ele foi ainda homenageado ao ser nomeado Conde de Abercorn, Barão Paisley, Barão Hamilton, Barão Mountcastell e Barão Kilpatrick. A árvore genealógica mostra como o título de Abercorn foi herdado movendo-se com a morte do 3.º conde para os descendentes do 2.º filho, Cláudio, e então com a morte do 5.º conde para os descendentes de seu 4.º filho, Jorge.

## Colonização irlandesa
Lorde Abercorn, como era agora, e seus irmãos Cláudio e Jorge eram financiadores da colonização de 1611 de Jaime VI e I na Irlanda. Ele recebeu porções de terra chamados Strabane, Donnalonge e Shean no condado de Tyrone que foram confiscados do clã O'Neill. Ele construiu um castelo em Strabane. Seu irmão Cláudio, chamado "de Shawfield", recebeu um terreno no condado de Cavan. Seu irmão Jorge, chamado de "de Greenlaw e Rosscrea", fundaria a aldeia de Ballymagorry, 4,9 quilômetros ao norte de Strabane, onde fica a cidade de Greenlaw, e construiria o castelo ou feudo de Derrywoone, situado atualmente na propriedade de Baronscourt.
Em 11 de março de 1613/1614, foi convocado para comparecer ao Parlamento da Irlanda e recebeu a precedência de um conde na Irlanda (confirmado por mandado real em 31 de março), embora nunca tivesse sido criado um par naquele reino. Ele foi nomeado para o Conselho de Munster em 20 de maio de 1615.

## Morte e sucessão
Lorde Abercorn morreu em 23 de março de 1618, em Monkton, South Ayrshire, Escócia, antes da morte de seu pai, e foi enterrado em 29 de abril de 1618 na igreja da Abadia de Paisley.
Ele faleceu três anos antes de seu pai e, portanto, nunca se tornou Lorde Paisley, mas, tendo sido nomeado Conde de Abercorn, ele não perdeu este título. Seu filho mais velho, Jaime, de 14 anos, o sucedeu como o 2.º Conde de Abercorn. Sua viúva morreu em Edimburgo em 1632. Seu irmão, Jorge Hamilton de Greenlaw e Roscrea, ajudou a criar os filhos e a convertê-los à religião católica.